# ハンブルク音楽演劇大学
ハンブルク音楽演劇大学（はんぶるくおんがくえんげきだいがく、英語: University of Music and Theatre Hamburg、公用語表記: Hochschule für Musik und Theater Hamburg）は、ドイツハンブルクに本部を置くドイツの音楽・演劇系大学。1950年創立、1950年大学設置。

## 沿革・概要
私立の演劇学校をベースに、国立音楽大学として、1950年に設立された。日本では「ハンブルク音楽大学」とも呼ばれる場合があるが、これは、1967年に「ハンブルク音楽大学」となり、1991年になって現在のハンブルク音楽演劇大学と改名されたことによる。
学生数750名。かつてリゲティが作曲科の教授を務めた。
音楽部門では、教会音楽はもちろん、ジャズ、ポップス、音楽学、作曲、指揮、器楽演奏を、舞台部門では、声楽、演劇、音楽舞台監督とオペラを学ぶことができる。また、教職課程ではハンブルク国立大学との二重在籍にて音楽教員免許の取得も可能。その他には音楽療法も学べる。1884年建築の歴史的建造物を改築して、教室やホールとして使用している。
ハンブルクは、ビートルズがライブハウスで修業した街としても知られ、北ドイツ放送交響楽団など著名オーケストラのコンサートも開かれる｡

## 主な関係者
- イングリッド・アンドレ
- エフゲニー・コロリオフ
- マンフレート・シュターンケ
- 陳銀淑
- カールハインツ・ツェラー
- トリオ・フォントネ
- ジェルジュ・リゲティ
- シモーネ・ヤング

## 主な関係者(日本)
- 上岡敏之
- 児嶋顕一郎
- たかの舞俐
- 古川聖
- 松岡貴史
- 山宮るり子
- 上村文乃
- 杉山麻衣子